# كارل (دوق فستريوتلاند)
الأمير كارل من السويد والنرويج دوق فسترغوتلاند (27 فبراير 1861 – 24 أكتوبر 1951)؛ أميراً سويدياً،  من خلال بناته الذي نظم لهن زيجات ممتازة، فإنه سلف لعدد من أعضاء المنازل الملكية الأوروبية اليوم، بما في ذلك الملك هارلد ملك النرويج، وفيليب ملك بلجيكا، وهنري دوق لوكسمبورغ الأكبر.

## النشأة
كان كارل ابن ثالث لوالديه أوسكار الثاني ملك السويد والنرويج وزوجته صوفيا من ناساو شقيقة أدولف دوق لوكسمبورغ الأكبر لاحقاً وخالة فيلهلمينا ملكة هولندا، خلال ولادته اعتبر والده وريث شقيقه كارل الخامس عشر الذي ليس لديهم أبناء الذكور، وخلفه في 1872 بعد وفاته.

## الزواج والذرية

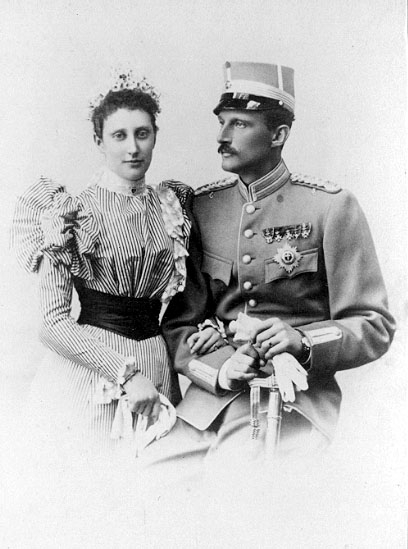
الزوجين مارثا وكارل في 1897.

منذ مايو 1897 تمت خطوبته وهو في سن 36 عامًا لأميرة الدنمارك إنغبورغ البالغة من العمر 17 عامًا (2 أغسطس 1878 - 12 مارس 1958)، هي الابنة الثانية لوالديها فريديريك الثامن ملك الدنمارك، في حين والدتها لويز تعتبر ابنة عمه، الذين تزوجوا في 27 أغسطس 1897، وأيضا قامت بشكل غير رسمي الكثير من الأنشطة الملكة القرينة بعد غياب حماتها الملكة صوفيا وسلفتها فيكتوريا التي لا تتوافق معها كثيراً، ينظر إليها على أنها قامت بواجباتها التمثيلية بمزيج من الكرامة والود، وبدأت تجتذب لها دائرة اجتماعية بذكائها، كانت إنغبورغ مهتمة بالرياضة، وخاصة التزلج على الجليد، وفي معرض السيارات في ستوكهولم عام 1903، قامت هي وولي العهد غوستاف برحلة توضيحية عفوية بسيارة من سكونا، في عام 1908 رافقت ابن شقيق زوجها الأمير فيلهلم لحضور حفل زفافه من قريبتها الدوقة الكبرى ماريا بافلوفنا في روسيا.
حظيت إنغبورج بالإعجاب بسبب تعاملها مع الصعوبات الاقتصادية التي واجهتها عندما انهار أحد البنوك التي استثمروا فيها في عام 1922 وبحيث اضطر الكثير إلى بيع منزلهم، تم تصويرها كرمز للزوجة والأم في العديد من المجلات وكانت لسنوات عديدة العضو الأكثر شعبية في الأسرة الملكية.
ومن الناحية السياسية كان لدى إنغبورغ تعاطف ديمقراطي وليبرالي وكرهت المحافظين، وهي الآراء التي عبرت عنها خلال الأزمة الحكومية في عام 1918، خلال الحرب العالمية الثانية، تظاهرت علنًا ضد ألمانيا النازية من خلال إغلاق نافذة منزلها التي كانت تواجه السفارة الألمانية في ستوكهولم.
اعتبر زواجهما ناجحاً، ووُصفت العلاقة بين الزوجين بأنها متناغمة، أنجبت له أربعة أطفال:-
1. الأميرة مارغريتا، فيما بعد الأميرة أكسل الدنماركي (1899–1977)؛ لهم ذرية.
2. الأميرة مارثا، فيما بعد ولية عهد النرويج القرينة (1901–1954)؛ تزوجت من أولاف ولي عهد النرويج (لاحقاً. أولاف الخامس)؛ لهم ذرية.
3. الأميرة أستريد، فيما بعد ملكة بلجيكا القرينة (1905–1935)؛ تزوجت من ليوبولد الثالث ملك بلجيكا، لهم ذرية.
4. الأمير كارل برنادوت، المعروف باسم كارل جونيور، فيما بعد أصبح. أمير برنادوت، هو لقب بلجيكي (1911–2003)؛ له ذرية.

## العرش النرويجي
في عام 1905 خلال الصراع السياسي الذي حصلت فيه النرويج على استقلالها عن السويد، تم اعتبار الأمير كارل جديًا مرشحًا للتاج النرويجي، بحيث كان يُعتقد أن انتخاب أمير سويدي كملك سيكون وسيلة أقل جذرية للنرويج للانفصال عن الاتحاد، وبالتالي نهج أكثر سلمية، تم اختيار كارل لأن أخيه الأكبر سيرث العرش السويدي، بينما تخلى شقيقه الثاني عن وضعه الملكي من أجل زواج مرغنطي، ومع ذلك فإن والده ملك السويد أوسكار الثاني لم يوافق على الاقتراح، حيث رأى أن "أعمال الشغب" برمتها التي عجلت بالأزمة النرويجية بمثابة مؤامرة وخيانة لحقوقه كملك للنرويج، ولم يكن يريد أن يتورط أي من أبنائه مع الأشخاص الذين يعتبرهم أعداءه، لذلك لم يصبح الأمير كارل ملكًا للنرويج أبدًا، وبدلاً من ذلك تم انتخاب أمير آخر نسيبه كارل أمير الدنمارك بعد بعض الاضطرابات الدبلوماسية، وأخذ اسم هوكون السابع، وبسبب تعقيدات السياسية تزوجت ابنته الأميرة مارثا وريث هوكون السابع، الذي أصبح فيما بعد الملك أولاف الخامس، فلذا فإن الملك الحالي هارلد الخامس ملك النرويج هو حفيده.

## روابط خارجية
- الأمير كارل، دوق فستريوتلاند على موقع مونزينجر (الألمانية)